# Centrum Wiskunde & Informatica
Das Centrum Wiskunde & Informatica (CWI) in Amsterdam ist das nationale  niederländische Forschungsinstitut für Mathematik und Informatik. Es wurde 1946 als Mathematisch Centrum (MC) von Jurjen Koksma, David van Dantzig, Hendrik Anthony Kramers, Johannes van der Corput, Jan Schouten und Marcel Minnaert gegründet. Das MC war damals besonders der Angewandten Mathematik gewidmet und beschäftigte sich zum Beispiel mit Extremwert-Statistik, um eine Höhe der Deiche festzulegen, die die katastrophalen Auswirkungen einer Sturmflut wie der Flutkatastrophe von 1953 vermeiden sollten. 1983 wurde der Name in CWI geändert, nachdem die niederländische Regierung die Informatik stärker fördern wollte.
Das Zentrum liegt seit 2009 im Science Park 123 im Osten Amsterdams neben dem NIKHEF (dem nationalen niederländischen Institut für Kern- und Hochenergiephysik) und dem Rechenzentrum SARA. Vorher war es in der Kruislaan 413.
Zurzeit (2009) sind dort 55 Wissenschaftler fest angestellt, mit zusätzlich etwa zweimal so viel Post-Docs und Doktoranden. Zu den dort beschäftigten Wissenschaftlern zählten Adriaan van Wijngaarden (ab 1947 dort Leiter der Informatik), Edsger W. Dijkstra (1952 bis 1962), Jaco de Bakker, Jan Hemelrijk, Andries Brouwer, Cornelis Johannes van Duijn und Herman te Riele. Van Wijngaarden und Dijkstra spielten während ihrer Zeit am MC eine wichtige Rolle in der ALGOL-Entwicklung. Weitere bekannte Mathematiker am CWI sind oder waren Alexander Schrijver (Kombinatorische Optimierung, zum Beispiel bei der niederländischen Eisenbahn), Michiel Hazewinkel, Arjeh Cohen und Monique Laurent. Gleich nach der Gründung arbeitete dort auch Bartel Leendert van der Waerden einige Jahre, während er offiziell bei Shell war.
Im MC wurden in den 1950er Jahren die ersten öffentlich zugänglichen Computer in den Niederlanden installiert. Dort entwickelten Carel Scholten und Bram Loopstra (die mit Dijkstra zusammenarbeiteten) die ARRA I (1952) und II Computer (letzterer mit Gerrit Blaauw) und später die Electrologica X1, die ab 1958 von der vom Mathematisch Centrum und der Versicherungsfirm Nillmij gegründeten Firma Electrologica produziert wurden, der ersten Computerfirma der Niederlande. Die Programmiersprache Python wurde am Mathematisch Centrum Anfang der 1990er Jahre von Guido van Rossum entwickelt. In den Anfangszeiten des Internets liefen der E-Mail-Verkehr zwischen Europa und den USA über die VAX-Computer des MC unter Leitung von Piet Beertema und cwi.nl war der erste überhaupt vergebene nationale Domainname.
Die Forschungsfelder des CWI sind interdisziplinär ausgerichtet mit vier Haupt-Abteilungen: Modeling, Analysis and Simulation (MAS), Probability, Networks and Algorithms (PNA), Information Systems (INS), Software Engineering (SEN). 2007 kamen etwa zwei Drittel des Budgets, der sich 2006 auf etwa 16 Millionen Euro belief, von der staatlichen niederländischen Forschungsorganisation (NWO).
2015 wurde mit den beiden Amsterdamer Universitäten eine Quantenrechner-Gruppe (QuSoft) eingerichtet unter Harry Buhrman, die den Software-Aspekt untersucht, während an der TU Delft die Hardware erforscht wird. Ebenfalls in der Quantenrechner-Gruppe ist Ronald de Wolf.
Direktoren des CWI waren unter anderem 1980 bis 1994 Pieter Cornelis Baayen und 2003 bis 2011 Jan Karel Lenstra.